# آورو ۶۲۶
آورو ۶۲۶ (به انگلیسی: Avro 626) یک هواپیمای ساختِ کارخانهٔ آورو در کشور بریتانیا است. این هواپیما در ۱۹۳۰ میلادی نخستین پرواز خود را انجام داد.